# Basilique Saint-Just de Lyon
Ne doit pas être confondu avec l'église Saint-Just, qui existe encore.
Pour les articles homonymes, voir Saint-Just.
La basilique de Saint-Just ou basilique Saint-Just des Macchabées, pour rappeler la première dédicace de l'église, est l'une des plus anciennes et des plus puissantes églises de la ville jusqu'à sa destruction pendant les guerres de Religion.
Elle est reconstruite à partir de 1565 à l'intérieur des murs de la cité, sous le nom d'église Saint-Just.

## Histoire

### Antiquité
Le site de la basilique faisait partie pendant l'Antiquité de la nécropole qui s'étendait au sud-ouest de la cité de Lugdunum, de même que celui de l'église Saint-Irénée toute proche et construite à la même époque.
À l'époque paléo-chrétienne, la vénération des tombes des premiers chrétiens conduit à la construction d'une basilique funéraire à cet endroit. Par la suite, trois édifices de tailles différentes vont se succéder sur ce lieu.
Dédiée à l'origine aux frères Macchabées, héros juifs du IIe siècle av. J.-C., l'église prendra la dédicace de Saint-Just, 13e archevêque de la ville, mort en ermite en Égypte après le transfert en ses murs de son corps et de celui de son disciple Viateur au VIe siècle.
Un texte de l'évêque Adon de Vienne du IXe siècle atteste ce changement de nom.
Sidoine Apollinaire relate dans ses écrits une grande cérémonie en l'honneur de Saint-Just qui y aurait eu lieu en 469 (Lettres, Livre V, Lettre 17).
L'évêque de Lyon saint Patient aurait dirigé la construction de la seconde église vers 475.

### Au Moyen Âge
À l'époque carolingienne, l'église dispose d'un chapitre d'une vingtaine de chanoines qui prend une importance croissante dans la vie de la cité lyonnaise. Au IXe siècle d'importants travaux sont faits et l'église est restaurée.
En 868, Saint-Just et Saint-Irénée sont entretenus par une même communauté de vingt chanoines qui desservent les deux sanctuaires, et ce jusqu'au XIe siècle, probablement jusqu'à la création d'un chapitre régulier à Saint-Irénée par l’archevêque Hugues de Die.
Le chapitre fait reconstruire l'église au XIIe siècle. La collégiale est la seconde plus grande église de la ville après la primatiale Saint-Jean.
Le chef du chapitre est l'abbé, au moins à partir du Xe siècle. Cependant, au fil des siècles, cette fonction qui est aussi une dignité du chapitre cathédral laisse place à l'obéancier qui devient véritablement le vrai chef du chapitre. Il est secondé par un sacriste, un maître du chœur et un prévôt qui détient les fonctions judiciaires sur la « ville de Saint-Just ». À partir de 1290, l’archevêque de Lyon reçoit systématiquement le titre d'abbé de Saint-Just.
À cette époque l'église et le complexe religieux autour (cloître...) se trouvent dans le bourg de Saint-Irénée et Saint-Just pourvu d'une muraille distincte de celle de la ville de Lyon.
C'est dans le cloître de Saint-Just que le pape Innocent IV résida pendant les sept années qu'il passa à Lyon entre 1244 et 1251 en dehors de la ville de Rome qui était possession de l'empereur germanique Frédéric II du Saint-Empire qu'il excommunia lors du premier concile de Lyon en 1245. Il y reçut l'un des successeurs de Frédéric II, Guillaume de Hollande.
En 1248, il bénit Saint Louis et ses frères qui, en route pour la septième croisade, viennent entendre une messe à Saint-Just.
Clément V y fut par la suite sacré pape le 14 novembre 1305 après avoir été élu à Pérouse en juin.
L'église reçut également la visite de Louis XI en 1483, de Marguerite d'Autriche le 8 décembre 1490 et de Charles VIII et d'Anne de Bretagne en 1497.
Pendant les guerres d'Italie, la régente Louise de Savoie y séjourne pendant deux ans quand son fils François Ier qui s'était installé à Lyon est retenu prisonnier.

### Destruction, reconstruction, redécouverte
Les troupes protestantes du baron des Adrets prennent Lyon dans la nuit du 30 avril au 1er mai 1562 puis le faubourg de Saint-Just le jour suivant. La basilique est détruite par les protestants en septembre 1562. Les pierres seront réemployées dans d'autres bâtiments et les ruines subsisteront pendant que l'église est reconstruite un peu plus loin puis disparaitront peu à peu avec le temps.
Elles seront finalement redécouvertes au 13 de la rue des Macchabées dans les années 1970 dans des fouilles préalables à la construction d'un ensemble immobilier à cet endroit. Des campagnes de fouilles seront effectuées entre 1971 et 1974 puis entre 1978 et 1980. Ne restent plus alors que la base des murs d'une hauteur ne dépassant pas le demi mètre. Une signalisation rouge et jaune permet aujourd'hui de visualiser le plan des deux premières églises d'après les fouilles effectuées.
Classé monument historique en 1984.

## Les différents édifices

### Le mausolée originel
À l'origine de l'église, se trouve un mausolée romain appartenant certainement à un personnage important de la communauté chrétienne antique de Lyon et digne d'être vénéré. Les fouilles ont révélé un petit mausolée à abside de 8 mètres sur 6 à l'intérieur des murs des différentes églises ainsi que de nombreuses pièces de monnaie probablement laissées là en offrande.
L'édifice est daté du IVe ou Ve siècle de notre ère.
Une crypte sera construite à l'emplacement de ce mausolée.

### Première église
De la première église construite peu après le mausolée, il ne reste que très peu de vestiges, ce qui empêche une reconstitution détaillée de l'édifice. Elle serait probablement de forme rectangulaire et pourvue de trois nefs.

### Seconde église
La seconde église est bâtie sur la première qu'elle agrandit. S'ajoutent en effet un transept, une nouvelle abside polygonale plus à l'est, des galeries le long de la nef et diverses annexes. Ces transformations se sont probablement faites en plusieurs fois. L'édifice comportait en plus 4 cryptes rectangulaires et voutées sous l'église haute.
Ces transformations se sont déroulées au Ve siècle apr. J.-C.

### Troisième église
Aux XIIe – XIIIe siècles, une troisième église de style roman est reconstruite. On l'aperçoit sur le plan scénographique de Lyon de 1550 conservé aux archives municipales de Lyon ce qui donne une idée de son allure : une taille imposante, deux clochers en façade et un transept débordant. Les fouilles ont montré que des chapelles rayonnantes et un déambulatoire avaient été prévus à l'origine sans jamais être réalisés.

### Le site actuel
Racheté par la ville de Lyon à la suite des fouilles pour en faire un jardin archéologique, le site est ouvert au public. Le site ne présente rien d'exceptionnel à voir à part des restes de murs d'une taille ne dépassant guère le demi-mètre qui doivent laisser place à la grande imagination du visiteur.
La différence de niveau entre la rue et les ruines, pas entièrement due à la pente de la colline permet de voir la différence de hauteur du sol entre le XVIe siècle et aujourd'hui.
Des blocs de couleur rouge et jaune permettent de visualiser l'emplacement des deux premières églises dont les murs ont disparu. Au mur d'une maison donnant sur le site archéologique a été peinte une fresque représentant la partie du plan scénographique de 1550 montrant la basilique telle qu'elle était à cette époque.

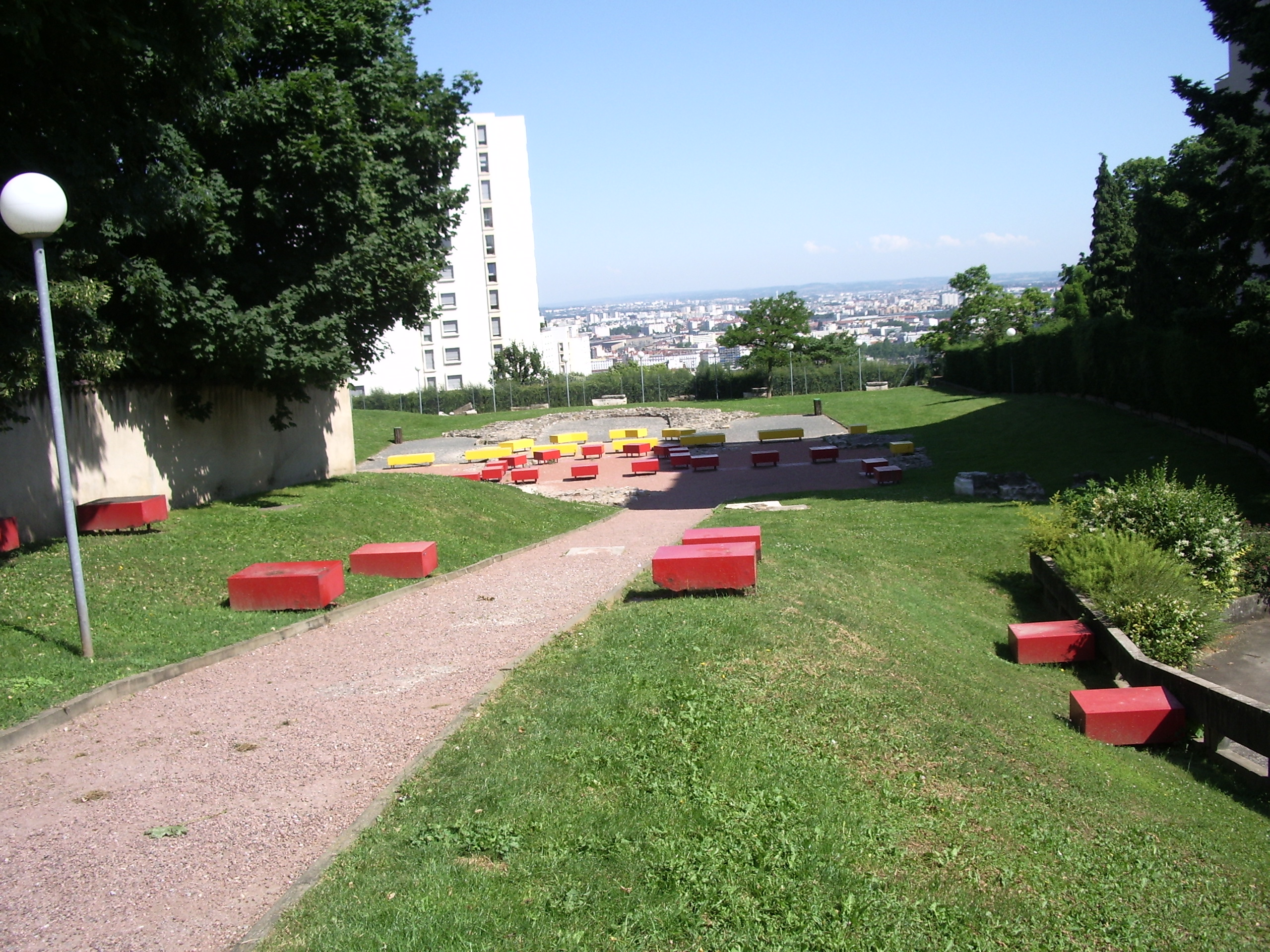
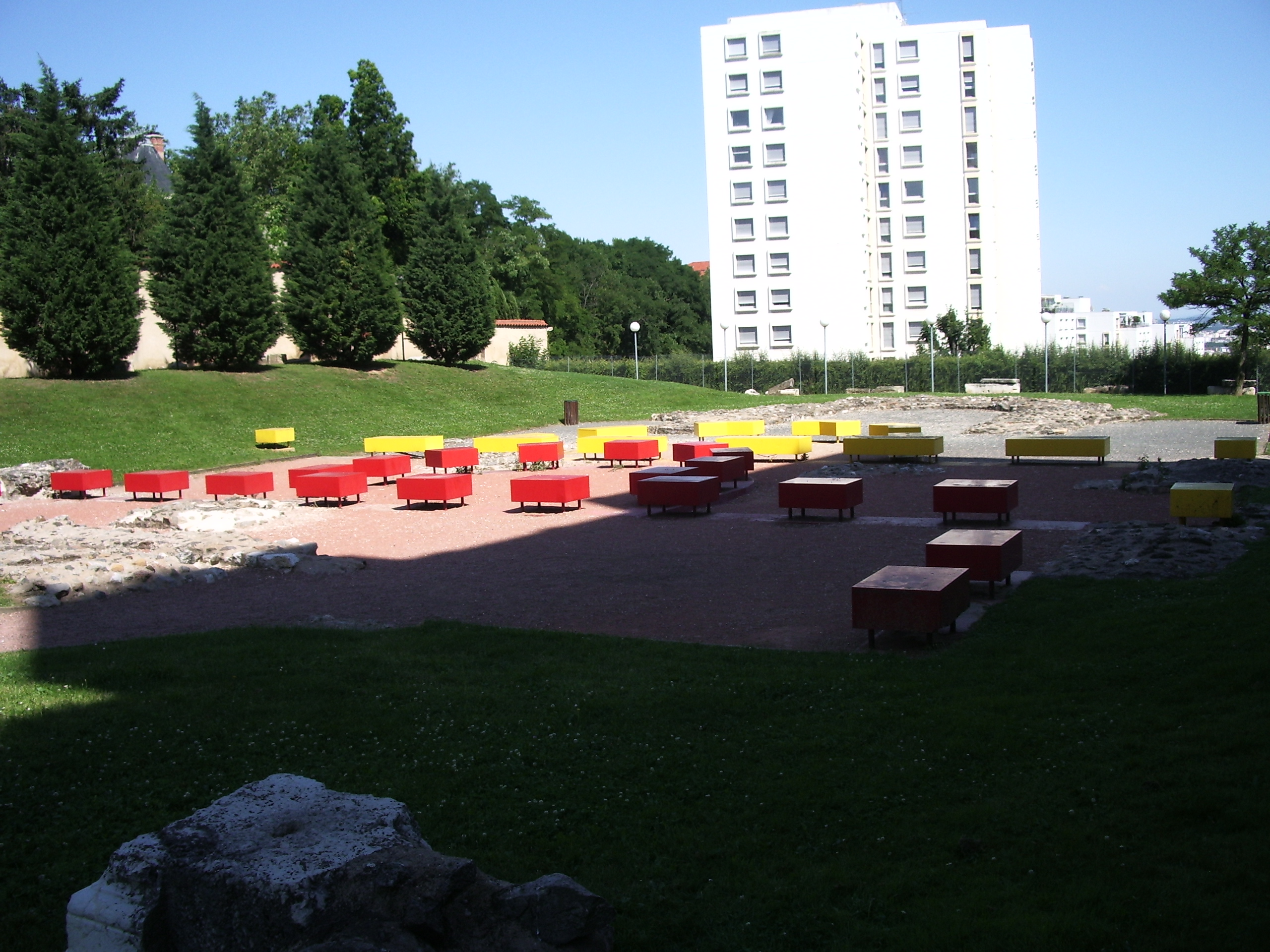

## Fouilles
Des sarcophages ont été exhumés entre 1903 et 1904 lors de la construction d'un immeuble au numéro 18 de la rue des Macchabées.
Trois campagnes de fouilles ont eu lieu au XXe siècle.

### Rue des Macchabées, 1950 à 1951
Entre 1950 et 1951, une nécropole mérovingienne a été découverte lors de la pose d'un égout au centre de cette rue : 4 sarcophages trapézoïdaux et 2 épitaphes chrétiennes. D'autres éléments trouvés plus au sud laissent penser qu'il y avait ici une nécropole du haut Moyen Âge. Devant les immeubles des numéros 62 et 64, il y avait 2 sarcophages monolithes. Au niveau du numéro 82, plusieurs sarcophages et une amphore sont liés à la nécropole paléochrétienne de Saint-Irénée.